# Мукті-бахіні
Мукті-бахіні (укр. Визвольна армія) — народно-визвольний рух у Бангладеш, який бився проти пакистанських збройних сил під час війни за незалежність.

## Історія
Рух Мукті-бахіні почав формуватись у містах та селах на рівні студентських та молодіжних колективів з березня 1971 року. Згодом до Мукті-бахіні приєднались солдати збройних сил Східного Пакистану й чиновники міського та сільського рівня.
27 березня 1971 року Зіаур Рахман став тимчасовим головнокомандувачем Мукті-бахіні, хоча зона дії його загонів обмежувалась межами округів Читтагонг і Ноакхалі.
12 квітня 1971 року полковник (у подальшому генерал) Мухаммед Османі узяв на себе командування збройними силами, його штаб визвольної армії розміщувався в Сілхеті. Османі став командиром усіх підрозділів Мукті-бахіні 17 квітня 1971 року. Реорганізація підрозділів визвольної армії почалась 11-17 липня 1971 року.
Флот визвольної армії було створено у серпні 1971 року. Первинно було тільки два корабля і 45 матросів. Ці судна провели безліч успішних рейдів на пакистанський флот. Але обидва ці корабля були помилково знищені індійським винищувачем 10 грудня 1971 року, коли Індія почала крупний наступ на морський порт Монгла.
ВПС Мукті-бахіні почали функціонувати 28 вересня 1971 року. Складались із 17 офіцерів, 50 техніків, 2 літаків і 1 вертольота. ВПС здійснили понад дюжину вилазок проти пакистанських цілей і доволі успішно діяли на початкових стадіях збройного конфлікту з Пакистаном.
Індія вступила до війни 3 грудня 1971 року. Однак індійські солдати почали свою участь у війні ще раніше, під виглядом партизан із Мукті-бахіні.
16 грудня 1971 року командир 14 підрозділу пакистанської армії, генерал-майор Джамшед здався індійському генералу Нагрі поблизу мосту Мірпур в Дацці. О 10:40 за місцевим часом, індійська армія увійшла до столиці Східного Пакистану — Дакки. Це завершило 9-місячну народно-визвольну війну бенгальського народу. Однак сутички все ще тривали у різних частинах країни упродовж кількох місяців.